# Минейран
Минейра́н (порт. Estádio Mineirão, иногда — Минейрао; официальное название стадиона — Губернатор Магальянс Пинту, порт. Estádio Governador Magalhães Pinto) — футбольный стадион в Бразилии, расположенный в районе Пампулья города Белу-Оризонти. На стадионе выступают два великих бразильских клуба — «Крузейро» и «Атлетико Минейро». Иногда здесь свои матчи проводит третья команда штата Минас-Жерайс, «Америка Минейро», а также сборная Бразилии. Стадион принимал матчи Кубка Конфедераций 2013 года и чемпионата мира по футболу 2014 года.

## История
Стадион был открыт 5 сентября 1965 года матчем между сборной штата Минас-Жерайс и аргентинским Ривер Плейтом. Открытие арены связывают с подъёмом футбола в штате. Уже через год «Крузейро» выиграл Кубок Бразилии — единственный на тот момент общенациональный турнир для сборных, а в 1971 году «Атлетико Минейро» стал первым чемпионом Бразилии.
В рамках подготовки к чемпионату мира 2014 года была реализована программа реконструкции стадиона по тому же принципу, как это было реализовано с Олимпийским стадионом в Берлине, то есть при сохранении оригинального внешнего облика с улучшением внутренней инфраструктуры объекта. Реконструкция стадиона была завершена 22 декабря 2012 года, когда состоялось его официальное открытие.
Вместимость Минейрана увеличена с 61 тыс. до почти 70 тысячи зрителей. Над трибунами возведён козырёк, защищающий зрителей от дождя. Автостоянка расширена с 4,5 тыс. до 14 тыс. мест. В настоящий момент арена вмещает около 62 тыс. зрителей.

## Важнейшие матчи
Минейран принимал финалы главных континентальных турниров Южной Америки. Поскольку в регионе все финалы международных турниров разыгрываются в 2 матча, в этих случаях Минейран выступал в качестве домашнего поля для «Крузейро» или «Атлетико Минейро».
- Финал Кубка Либертадорес (5): 1976, 1977, 1997, 2009 («Крузейро»), 2013 («Атлетико Минейро»)
- Финал Суперкубка Либертадорес (4): 1988, 1991, 1992, 1996 («Крузейро»)
- Финал Кубка КОНМЕБОЛ (3): 1992, 1995, 1997 (все три раза финалистом был «Атлетико Минейро»)

Полужирным выделены турниры, которые в итоге выигрывали «Крузейро» или «Атлетико Минейро».

## Кубок Конфедераций 2013
В рамках турнира состоялось три встречи: две игры группового этапа и полуфинал
Время местное
| Дата         | Время | Команда 1 | Счёт | Команда 2 | Стадия    | Зрители |
| 17 июня 2013 | 16:00 | Таити     | 1:6  | Нигерия   | Группа B  | 20,187  |
| 22 июня 2013 | 16:00 | Япония    | 1:2  | Мексика   | Группа A  | 52,690  |
| 26 июня 2013 | 16:00 | Бразилия  | 2:1  | Уругвай   | Полуфинал | 57,483  |

### Чемпионат мира по футболу 2014
В рамках турнира состоялось шесть матчей: четыре игры группового этапа, одна игра 1/8 финала, а также один полуфинал.
| Дата         | Время (UTC-03) | Команда #1 | Счет                  | Команда #2 | Раунд      | Зрителей |
| ------------ | -------------- | ---------- | --------------------- | ---------- | ---------- | -------- |
| 14 июня 2014 | 13:00          | Колумбия   | 3:0                   | Греция     | Группа C   | 57,174   |
| 17 июня 2014 | 13:00          | Бельгия    | 2:1                   | Алжир      | Группа H   | 56,800   |
| 21 июня 2014 | 13:00          | Аргентина  | 1:0                   | Иран       | Группа F   | 57,698   |
| 24 июня 2014 | 13:00          | Коста-Рика | 0:0                   | Англия     | Группа D   | 57,823   |
| 28 июня 2014 | 13:00          | Бразилия   | 1:1 (по пенальти 3:2) | Чили       | 1/8 финала | 57,714   |
| 8 июля 2014  | 17:00          | Бразилия   | 1:7                   | Германия   | Полуфинал  | 58,141   |